# Крюгер, Валерий Августович
Вале́рий А́вгустович Крю́гер (2 января 1890, Усть-Каменогорск, Семипалатинская область  —  25 марта 1958, Пермь) — советский ботаник немецкого происхождения, геоботаник, профессор, заведующий кафедрой ботаники Пермского университета (1934–1957). Известен своими геоботаническими исследованиями  Сибири и Казахстана, а также исследованиями долин реки Камы (в том числе связанными с постройкой Камской гидроэлектростанции).

## Биография
Родился в г. Усть-Каменогорске Семипалатинской области.
В 1913 году окончил естественное отделение физико-математического факультета Казанского университета. Являлся учеником таких известных ботаников как А. Я. Гордягин и Б. А. Келлер. Был оставлен в университете для подготовки к профессорскому званию.
В 1915 году переехал в Семипалатинск. В 1919–1924 преподавал ботанику в Семипалатинском институте народного образования, одновременно работал геоботаником в Семипалатинском земотделе.
В 1924–1925 был преподавателем Семипалатинского педагогического техникума и геоботаником.
В 1930–1934 был доцентом Омского молочного института, в котором заведовал кафедрой ботаники.
С 1934 по 1957 год, в течение 23 лет — заведующий кафедрой морфологии и систематики растений Пермского университета. С 1934 года — профессор.
В 1935 году по совокупности работ без защиты диссертации ему была присуждена учёная степень кандидата биологических наук.

## Научная работа
Работая в Сибири и Казахстане, В. А. Крюгер интересовался растительностью засоленных почв.
Энергично работал в Семипалатинском отделе Русского географического общества (1915–1916); по поручению отдела произвёл геоботанические и лимнологические исследования на озере Горькое Змеиногорского уезда Томской губернии, а также участвовал в ряде ботанических поездок по Семипалатинской области и собрал обширный гербарий.
С 1930 по 1932 годы работал помощником краевого руководителя экспедициями Госземтреста по Западной Сибири; лично произвел геоботпнические исследования Алейского совхоза.
За период с 1919 по 1924 годы провел геоботанические исследования: южной части Каркаралинского уезда (Кентские горы – северный берег озера Балхаш); окрестностей Семипалатинского опытного поля; окрестностей Семипалатинска (стационарные экологические наблюдения).
От Казахстанского Наркомзема участвовал в экспедиции на Алтай (1924, Чингистайская волость; материалы, собранные в этой экспедиции, обработаны в гербарии Томского университета у П. Н. Крылова; совместно с И. В. Лариным  участвовал в экспедиции в Павлодарский уезд (1925).
В 1928 году по заданию Мелиоративного отдела Сибирского земуправления руководил экспедицией по геоботаническому исследованию орошаемых земель Минусинского района (системы рек Тубы и Сыды в Саянах).
В 1929 году ездил в Крым и на Черноморское побережье Кавказа для ознакомления с субтропической флорой (Батумский и Никитский ботанические сады, Чаква).
С 1930 по 1932 год работал также помощником краевого руководителя экспедициями Госземтреста по Западной Сибири; лично произвел геоботанические исследования Алейского совхоза.
После переезда в Пермь (1934) занялся изучением (метеорологическим, фитоклиматическим, гидрологическим, почвенно-геоботаническим) лугов долины Камы, посвятив этому 20 лет своей жизни.
По заданию Гидростройпроекта под руководством В. А. Крюгера проводились исследования, связанные с постройкой Камской гидроэлектростанции около Перми. Они должны были охарактеризовать почвы и растительность зоны затопления и подтопления будущего водохранилища, определить их площадь, дать им сельскохозяйственную оценку и наметить прогноз тех изменений в почвах и растительности, которые можно ожидать в зоне подтопления.
В. А. Крюгер организовал исследования на Усть-Туйском и Лодейном стационарах, описав почвенно-ботанические и гидрологические профили через долину реки Камы. В этих исследованиях принимали активное участие сотрудники и ученики (впоследствии кандидаты наук) — М. М. Данилова, В. Н. Шухардин, А. П. Лебедева, М. М. Сторожева, Н. Т. Агеева. Его учениками и аспирантами были будущие профессора — Д. Ф. Федюнькин, Г. А. Глумов, В. В. Благовещенский, И. А. Селиванов, А. М. Овёснов. Совместно с сотрудниками экспедиций составил серию геоботанических карт: района Чингистайской экспедиции, района рек Тубы и Сыды Минусинского района, реки Камы и ее притоков на отрезке село Лёвшино-Соликамск, района колхозов Щучье-Озерского и Карагайского района Молотовской (Пермской) области,  растительности Молотовской (Пермской) области).
Автор 30 печатных работ.

## Избранные публикации
1. Крюгер В. А. Материалы по изучению озера Кара-сор. Зап. Семипалатинского подотдела Зап.-Сиб. отд. Русск. геогр. о-ва, VI, Семипалатинск, 1912, стр. 1–8.
2. Крюгер В. А. Бот. и географические наблюдения в Семипалатинской обл. Тр. О-ва естествоисп. при Казан. ун-те, XLV, 3, 1913, стр. 1–80.
3. Крюгер В. А. Поездка летом 1912 г. на оз. Кара-сор, Каркаралинского уезда Семипалатинской обл. для бот.-географических исследований. Изв. Зап.-Сиб. отд. Русск. геогр. общества, I, 1, 1913, стр. 6 [научн. хроника].
4. Крюгер В. А. Озеро Горькое Змеиногорского у. Томской губ. Зап. Семипалатин. под- отд. Зап.-Сиб. отд. Русск. геогр. о-ва, XI, 1917, стр. 1–10.
5. Крюгер В. А. Ботанико-экологические наблюдения в окрестностях Семипалатинска.Изд. губ. зем. отд., Семипалатинск, 1922, 21 стр.
6. Крюгер В. А. Из жизни солончаков и их растительности. Тр. О-ва изуч. Казахстана, VI, Оренбург, 1925, стр. 1–14.
7. Крюгер В. А. Главнейшие черты растительности и почв южной части Чингистайской вол. Бухтарминекого у. Семипалатинской губ. Кзыл-Орда, 1927,146 стр., 14 фото, 1 карта; Тр. О-ва изуч. Казахстана, VIII, 1, Кзыл-Орда, 1927, стр. 293–438, 14 фото, 1 карта.
8. Крюгер В. А. Фитогеографические этюды (Каркаралинский у. Семипалатинской губ.).Зап. Семипалатин. отд.Русск. геогр. о-ва, XVI, 1927, стр. 73–93.
9. Крюгер В. А. Геобот. исследования Ангаро-Чулымской лесоэкономической экспедиции. Жизнь Сибири, 6 (67), Новосибирск, 1928, стр. 114–115; то же, Сибиреведение, 6–7, 1948, стр. 8–9.
10. Крюгер В. А. О растительности Семипалатинского опытного поля. Зап. Семипалатин. отд. Русск. геогр. о-ва,XVII, 2, 1928, стр. 37–45.
11. Крюгер В. А. Геоботанические исследования в южной части Павлодарского у. (Семипалатинской губ.). Тр. Семипалатин.обл.музея, 2, 1929, стр. 15–33.
12. Крюгер В. А. Орошаемые земли системы pp. Тубы и Сыды Минусинского окр. Тр. О-ва изуч. Сибири и ее производит. сил, VI, Новосибирск,1930,93 стр., 6 фото, 8 схем, 1 карта.
13. Крюгер В. А. Изменение растительности засоленных почв в некоторых районах различных фитогеографических зон (Западная Сибирь и Северный Казахстан). Уч. зап. ПГУ, 1, 4, 1935, 55–63.
14. Крюгер В. А. Основные черты растительности Алейского совхоза (Зап. Сибирь). Уч. зап. ПГУ, 1, 4, 1935, 31–53.
15. Крюгер В. А., Лютин А. А. Почвечно-геоботаннческие исследования в долине Камы и ее притоков в связи с постройкой Левшинской плотины. Изв. БНИ И при ПГУ, 10, 9–10, 1936, 417–452.
16. Крюгер В. А., Генкель A. A. Кафедра систематики растений. Учен. зап. Перм. гос. ун-та, Юбил. вып., XX лет Ун-та, Пермь, 1936.
17. Крюгер В. А., Лютин А. А. Почвенно-геобот.анические исследования в долине р. Камы и ее притоков в связи с постройкой Левшинской плотины (предв. сообщ.). Изв. Биол. н.-иссл. ин-та при Перм. гос. ун-те, X, 9–10, 1936, стр. 417–452, 2 табл.
18. Крюгер В. А. О работах кафедры ботаники Пермского гос. ун-та и Камской почвенно-геобот. экспедиции Биол. ин-та. Сов. бот., 3, Л., 1937, стр. 107–110.
19. Крюгер В. А. Некоторые результаты фитоклиматических наблюдений над луговыми фитоценозами долины Камы. Усть-Туйский стационар. Тр. Биол. н.-иссл. ин-та при Перм. гос. ун-те им. Горького, IX, 1–4, 1940, стр. 39–57.
20. Крюгер В. А., Агеева, Н. Т., Лютин А. А. Профиль Усть-Туйского стационара. Тр. Биол. н.-иссл. ин-та при Перм. гос. ун-те им. Горького, IX, 1–4, 1940, стр. 9–21.
21. Крюгер В. А. Стационарные исследования Камcкой почвенно-геобот. экспедиции. Тр. Биол. н.-иссл. ин-та при Перм. гос. ун-те им. Горького, IX, 1–4, 1940, стр. 3–8.
22. Крюгер В. А. К вопросу о понимании фитоценоза. Учен. зап. Молотов, гос. ун-та им. Горького, IV, 2, 1945 (1946), стр. 117–124.
23. Крюгер В. А.  К изучению флоры поймы Камы и ее формирования. Учен. зап. Молотов. гос. ун-та им. Горького, VI, 1, 1947, стр. 75–79.
24. Крюгер В. А., Данилова М. М. Растительность. В кн.: Коми-Пермяцкий нац. окр. Ин-т геогр. АН СССР, М., Л., 1948. С. 58–92 (использование материалов К. и Даниловой).
25. Крюгер В. А., Крюгер, Л. В., Селиванов И. А. К инвентаризации дикорастущей флоры заповедника «Приуралье». Учен. зап. Молотов. гос. уп-та, V, I, 1949, стр. 47–62.[7]

## Награды
- Орден Трудового Красного Знамени.
- Медаль "За доблестный труд в Великой Отечественной войне 1941–1945 гг.".